# Binh đoàn Duyên hải
Binh đoàn Duyên hải (tiếng Pháp: Armée des côtes de l'Océan) là một đạo quân của Pháp thời Cách mạng và Đế chế thứ nhất, được thành lập ở miền Tây nước Pháp để đối đầu với Vương quốc Anh.

## Lịch sử

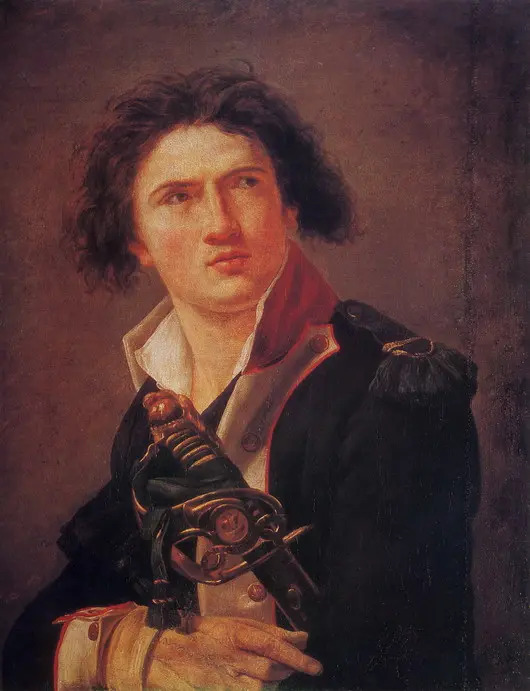
Tướng Lazare Hoche, chỉ huy đầu tiên của Binh đoàn Duyên hải.

Đạo quân này được thành lập lần đầu tiên vào năm 1795 bởi Hội đồng đốc chính, nhằm xây dựng một đạo quân để chống lại người Chouans và người Vendéens. Nó được thành lập bằng cách sáp nhập các Binh đoàn phía Tây (Armée de l'Ouest), Binh đoàn duyên hải Brest (Armée des côtes de Brest) và Binh đoàn duyên hải Cherbourg (Armée des côtes de Cherbourg) và được đặt dưới quyền chỉ huy của tướng Lazare Hoche. Năm 1797, nó được đổi phiên hiệu thành Binh đoàn Anh quốc (Armée d'Angleterre).
Binh đoàn Duyên hải được tái lập vào ngày 2 tháng 12 năm 1803 tại Boulogne-sur-Mer bởi Napoléon Bonaparte với mục đích đổ bộ vào Anh sau khi Hòa ước Amiens bị vi phạm vào ngày 18 tháng 5 năm 1803. Ông đã tập hợp ở quân đội của mình ở ba trại lớn - Bruges (Ghent), Saint-Omer (Camp de Boulogne, Outreau, Wimille, Wimereux, Ambleteuse), Camp de Montreuil (Étaples) - và đã huấn luyện trong hai năm để trở thành một đạo quân đáng gờm. Napoleon cũng đã cho xây dựng pháo đài, đào cảng và thay đổi nền kinh tế của khu vực thông qua sự hiện diện của một đội quân lớn. Sự thất bại trong nỗ lực tái lập hạm đội Haut Bord ở eo biển Manche đã làm hỏng kế hoạch đổ bộ vào nước Anh của ông. Biên chế ban đầu của Binh đoàn Duyên hải gồm 200.000 người. Các chỉ huy kế tiếp của hạm đội đã cân nhắc một kế hoạch vượt eo biển Manche để đổ bộ vào Anh.
Ngày 29 tháng 8 năm 1805, Binh đoàn Duyên hải được nâng lên thành Đại quân để tiến hành chiến dịch Đức năm 1805 sau khi Liên minh thứ ba được thành lập.